# 古罗马陆军单位类型列表
以下列表為羅馬軍團基礎編制與參謀、幕僚單位：
- 后备冗员兵（Accensus / Accensi）——后备役军人或轻型军团士兵，与后备兵（Triarii）一样在第三线战斗。
- 离职士兵（Acceptarius）——被解雇的士兵。
- 书记员（Actarius）——军队或营地的办事员。
- 副官（Adiutor）——营地或司令部的副官或助理。
- 号手（Aeneator / Aheneator）
  - 布西纳号手（Buccinator / Bucinator）——演奏布西纳号（Buccina / Bucina）。
  - 科尔努号手（Cornicen）——演奏科尔努号（英语：Cornu (horn)）（Cornu / Cornum）。
  - 大号手（Tubicen）——演奏罗马大号（英语：Roman tuba）（Tuba）。
- 土地测量人（Agrimensor）——测量员[“免除者（英语：immunes）”（Immunis）的一类]。
- 鹰旗手（Aquilifer）——携带军团的鹰旗，外觀與一般士兵不同，除了盔甲外，還會穿戴獅頭製的帽子與獅皮的披肩。。
- 翼阵兵（英语：Alaris (Roman military)）（Alaris）——“翼阵（英语：Ala (Roman allied military unit)）”（Ala）中的骑兵。
- 建筑师（Architecti）——工程师或造炮者。
- 军械士（Armicustos）——负责管理武器装备补给的士兵。军需官。
- 弩炮手（Ballistarius / Ballistarii）——操作弩炮的（“免除者”的一类）。
- 特权兵（Beneficiarius）——从事特别任务的士兵，如维持军队治安或从事一项特殊的工作。
- 士兵仆人（Cacula）——士兵的仆人。
- 急救兵（Capsarior）——医务勤务员。
- 离职伤病员（Causarius）——因为受伤或其他医务原因而被解雇的士兵。
- 百夫长（Centurio）——又译“百人长”或“百人队队长”。军官军衔，一般一个百人队有一名百夫长，一名百夫长负责一个百人队。
- 临床医生（Clinicus）——军医。
- 医生——训练员，从武器到吹号，一切都有细分。
- 龙旗手（Draconarius）——罗马骑兵骑手，携带龙旗。
- 十夫长（英语：Decurion (military)）（Decurio）——意为“10个人的领导”。领导一支骑兵队（14-30人）。一支30人的骑兵队有3名十夫长，一人为骑兵队指挥官，两人为其副手。通常和“小组长”（Decanus）搞混。
- 小组长（Decanus）——意为“10个人的首领”，同样又译“十夫长”。领导一个小组（Contubernium，军团中一个由8人组成的帐篷组），一个小组还配有2名辅助的仆人。
- 受教士兵（Discens）——接受训练以获得“免除者”身份的士兵。
- 都督（Dux / Duces）——本义为“领袖，将军”，指挥两个或两个以上军团的将领。
- 志愿兵（Evocatus / Evocati）——又译“留用老兵”。罗马陆军中的士兵，他们已经服满了役并得到了退伍证明（Missio），但是在执政官或其他指挥官的邀请下，他们又志愿地再次从军。
- 青年兵（Hastatus / Hastati）——本来意为“矛兵”，但是后来他们也用剑。在马略改革前，军队中的重型步兵中最年轻的，他们比那些更年长的壮年兵（Principes）和后备兵（Triarii）装备得更差。这些人组成了战斗中的第一线，在壮年兵之前战斗。
- 青年兵队长（Hastatus Prior）——百夫长，指挥一小队（Manipulus）的青年兵。是一支小队中的一名高阶军官。
- 青年兵队长副手（Hastatus Posterior）——“青年兵队长”（Hastatus Prior）的副手。
- 新兵教员（Hastiliarius）——武器教导者。
- 像旗手（Imaginifer）——携带像旗的旗手——这面旗帜有着皇帝的画像，并且，在之后，还有他的家人。
- 免除者（英语：immunes）（Immunis）——这些古罗马军中的士兵因为在军中有着更为专门、特殊的角色而“免于”战斗责任和军中杂役。
- 司令官（Legatus）——又译“副将”“次帅”，本意为“使节”。罗马陆军中的将领；意为皇帝的“代理人”，是名义上的总司令。
- 军团战士——重型步兵，在罗马共和国晚期和罗马帝国时期，他们是古罗马陆军中的基础军事单位。
- 军医（英语：Medical community of ancient Rome#Military medical corps）（Medicus）——医师或战斗军医。其中分类包括外科（Medicus Vulnerarius）、眼科（Medicus Ocularius），甚至兽医（Medicus Veterinarius）。无论如何，一些人还有着相当于“百夫长”的军衔。
- 士兵（Miles / Milites）或普通士兵（Miles Gregarius）——基础的列兵级步兵。
- 小群士兵（英语：Numerus_(Roman_military_unit)）（Numerus / Numeri）——意为“一帮人”。蛮族盟友的单位，未被并入正规军的结构。之后，成为了边境军队的一个单位。
- 百夫长副手（Optio / Optiones）——来自“选择”（Optare）一词，因为他们是由自己的百夫长选出来的。一个百人队里有一名，作为百夫长的副手。在特殊情况下，也能充当一些其他的专门角色。
- 步卒（Pedites）——罗马王国早期军队的步兵。当时的军队的主体。
- 步兵（Peditatus）——这个词指罗马帝国的任何步兵。
- 资深百夫长（Pilus Prior）——大队（Cohort）的正职指挥官，同时直接指挥大队中第一小队的第一个百人队。
- 资浅百夫长（Pilus Posterior）——“资深百夫长”（Pilus Prior）的副手，同时直接指挥大队中第一小队的第二个百人队。
- 宿营长（Praefectus Castrorum）——营地的长官，军团的第三指挥官，还负责保养营帐、装备及补给。通常是前任的“首席百夫长”（Primus Pilus）。
- 禁卫队队员（Praetoriani）——罗马皇帝使用的一支特别的护卫队伍。
- 首席百夫长（Primus Pilus）——拉丁语意为“第一纵列”，而非“第一矛”，是罗马军团中军阶最高的百夫长，军团中最精锐的第一大队的首列百夫长。作为全团最高级别的百夫长，参与军团长（Legatus）与高级军官的参谋会议，掌管军团军旗，在一年任期结束后可晋升为宿营长（Praefectus Castrorum）或退役进入骑士阶层。
- 壮年兵（Princeps / Principes）——意为“主力兵”。马略改革前的士兵，最初装备矛（Hasta），但是之后采用了剑（Gladius），在马略改革前的军队中，这些人组成了战斗中的第二线，在青年兵（Hastati）之后战斗。这个名字也可以指布立吞人的酋长，比如Regneses部落的Dumnorix[他被盖乌斯·萨尔维乌斯·利贝拉利斯（Gaius Salvius Liberalis）的士兵所杀]。
- 壮年兵队长（Princeps Prior）——百夫长，指挥一小队（Manipulus）的壮年兵。
- 壮年兵队长副手（Hastatus Posterior）——“壮年兵队长”（Princeps Prior）的副手。
- 初级军官（英语：Auxilia#Junior officers (principales)）（Principales）——一组军衔，包括“鹰旗手”（Aquilifer）、“盘旗手”（Signifer）、“百夫长副手”（Optio）及“口令官”（Tesserarius）。类似于现代的军士。
- 奥古斯都保护者（Protectores Augusti Nostri）——意为“我们的奥古斯都的保护者”，又被叫作“神圣一方的保护者”（Protectores Divini Lateris）。凭借对皇帝的忠心和其军人品质而被精选出的高级军官们的敬称。组成了一个荣誉阶层，而非一个军事单位。首次出现于公元三世纪中期。
- 讯问者（Quaestionarius）——讯问者或拷打者。
- 保留者（Retentus）——服役期满之后仍然服役的士兵。
- 后备散兵（Rorarii）——马略改革前的古罗马军队中，最后一线的预备兵。与后备兵（Triarii）一样在第三线战斗，比后备兵低级，比后备冗员兵（Accensi）高级。因为后备兵（Triarii）提供了非常坚固的支持，所以在马略改革之前，后备散兵就已被移出了。
- 弓箭手（英语：Sagittarii）（Sagittarius / Sagittarii）——弓箭手，包括主要招募于东帝国与非洲的骑马的辅助军弓箭手。
- 特薪士兵（Salararius）——享受特殊服役条件的或作为佣兵而被雇用的士兵，薪酬等级特殊。
- 皇家卫队（Scholae Palatinae）——君士坦丁大帝创建的一支罗马军队中的精英部队，被用来保护皇帝及其近亲。
- 蝎炮手（Scorpionarius）——炮兵，操作“蝎炮（英语：scorpio (dart-thrower)）”（Scorpio）。
- 盘旗手（Signifer）——罗马军团中的旗手。其旗帜上有着一些盘状物，这些盘状物可能是装饰物或大型奖章。这样的旗帜可能是一支大队（Cohort）或一支百人队的旗帜。
- 盟军士兵（Socii）——同盟者战争（公元前91-88年）之前的马略改革之前的军队中的来自盟邦的盟军部队成员。
- 密探（Speculatores）与侦察兵（Exploratores）——罗马军队中的侦察人员。
- 冗员兵（Supernumerarii）——一种定额以外的士兵，被用来填补阵亡或伤残人员的空缺。
- 护卫骑兵旗手（Tablifer）——护卫骑兵旗手。
- 口令官（Tesserarius）——守卫者的指挥官，一个百人队有一名。
- 后备兵（Triarius / Triarii）——意为“三线兵”，又译“老兵”。在马略改革前的军队中，“后备兵”是装备矛的矛兵并组成了战斗中的第三线，在壮年兵（Principes）之后战斗。
- 窄带军政官（Tribuni Militum Angusticlavii）或军政官（Tribunus Militum，又译“军事护民官”）——罗马陆军中的军官，低于司令官而高于百夫长。“带”指的是授予其佩戴在衣着上的条状布，窄带军政官的“带”较窄，宽带军政官的“带”则较宽。
- 宽带军政官（英语：Tribunus Laticlavius）（Tribunus Militum Laticlavius）——元老院议员级的军政官。军团指挥的二把手。在加列努斯单独统治期间，这个军衔的指派似乎停止了，以作为拒绝军事指挥人员成为元老院议员的政策的一部分。
- 轻装兵（英语：Velites）（Veles / Velites）——又译“散兵”。罗马共和国陆军中的一种轻型步兵。
- 猎人（英语：Venator (gladiator type)）（Venator）——猎人（“免除者”的一类）。
- 布旗手（Vexillarius）——旗手[携带“布旗”（Vexillum / Vexilla，本意为“小帆”）]，外觀與一般士兵不同，除了盔甲外，還會穿戴狼頭製的帽子與狼皮的披肩。。

## 古罗马军团从属单位
马略改革（公元前107年）之前，军团结构如下：
- 小组（Contubernium）——又译“小队”。罗马军队士兵的最小组织单位。它由八名军团战士组成，其领导者是一名叫“小组长”（Decanus）的军官。在行进时，军团的士兵通常是按小组（8人并肩）行进的，而在帝国的军团中，十个小组组成一个百人队。
- 小队（英语：Maniple (military unit)）（Maniplulus）——又译“中队”。小队在马略改革前是罗马军团的一个次级单位，由120人组成（“后备兵”的小队则是60人）。
- 军团 (共和国)（英语：Roman army of the mid-Republic）（Legio）——马略改革前的军队中军团由60个步兵小队（Maniplulus）和10个骑兵支队（Turma / Turmae）组成。在公元前250年，将会有四个军团，两个由各自的执政官（Consul）指挥，这两个罗马军团将会有两个额外的、兵力与结构相仿的联盟军团陪伴。每一个罗马军团都会有一个联盟军团。
- 支队（Turma）——马略改革前的军队中的一个骑兵单位，通常由30名骑手组成。

伴随着马略改革，军团组织变得如下标准化：
- 小组（Contubernium）——又译“小队”。罗马军队士兵的最小组织单位。它由八名军团战士组成，其领导者是一名叫“小组长”（Decanus）的非委任的军官。十个小组组成一个百人队。
- 百人队（Centuria / Centuriae）——一支百人队由80人组成，其指挥者是“百夫长”（Centurio）及其“百夫长副手”（Optio）。六个百人队组成一个大队（Cohort）。
- 大队（Cohors / Cohortes）——一支大队由480人组成。大队中的六个百人队中的等级最高的百夫长指挥整个大队。
- 第一大队（Cohors Prima）——第一大队是一支兵力翻番的大队（由五个兵力翻番的百人队组成），其人数达到800人（含军官）。第一大队中的第一百人队的百夫长，叫“首席百夫长”（Primus Pilus）。他指挥这支第一大队并且还是其军团的最高百夫长。
- 军团 (帝国)（Legio）——一支军团由九支大队与一支第一大队组成。军团总指挥官是“军团司令官（英语：legatus legionis）”（Legatus Legionis），其助理是“宿营长”（Praefectus Castrorum）及其他高级军官们。
- 布旗队（Vexillatio / Vexillationes）——这些是临时任务队，为了某一个特殊目的，而由一个或多个从军团分遣出的百人队组成。布旗队由司令官指派的一名军官指挥。布旗队携带军团的“布旗”（Vexillum / Vexilla）。

简单地说，各单位编制基本如下：
- 10个小组组成一个百人队；
- 2个百人队组成一个小队；
- 3个（马略改革前则是4个）小队组成一个大队；
- 10个大队组成一个军团。